# Pakistan-International-Airlines-Flug 268
Pakistan-International-Airlines-Flug 268 (Flugnummer IATA: PK268, ICAO: PIA268, Funkrufzeichen PAKISTAN 268) war ein internationaler Nonstop-Linienflug der Fluggesellschaft Pakistan International Airlines von Karatschi nach Kathmandu, auf dem am 28. September 1992 ein Airbus A300B4-203 kurz vor der Landung auf dem Flughafen Kathmandu verunglückte. Bei dem gesteuerten Flug ins Gelände kamen alle 167 Menschen an Bord ums Leben. Es handelt sich um den schwersten Zwischenfall in Nepal sowie den schwersten der Pakistan International Airlines.

## Flugzeug

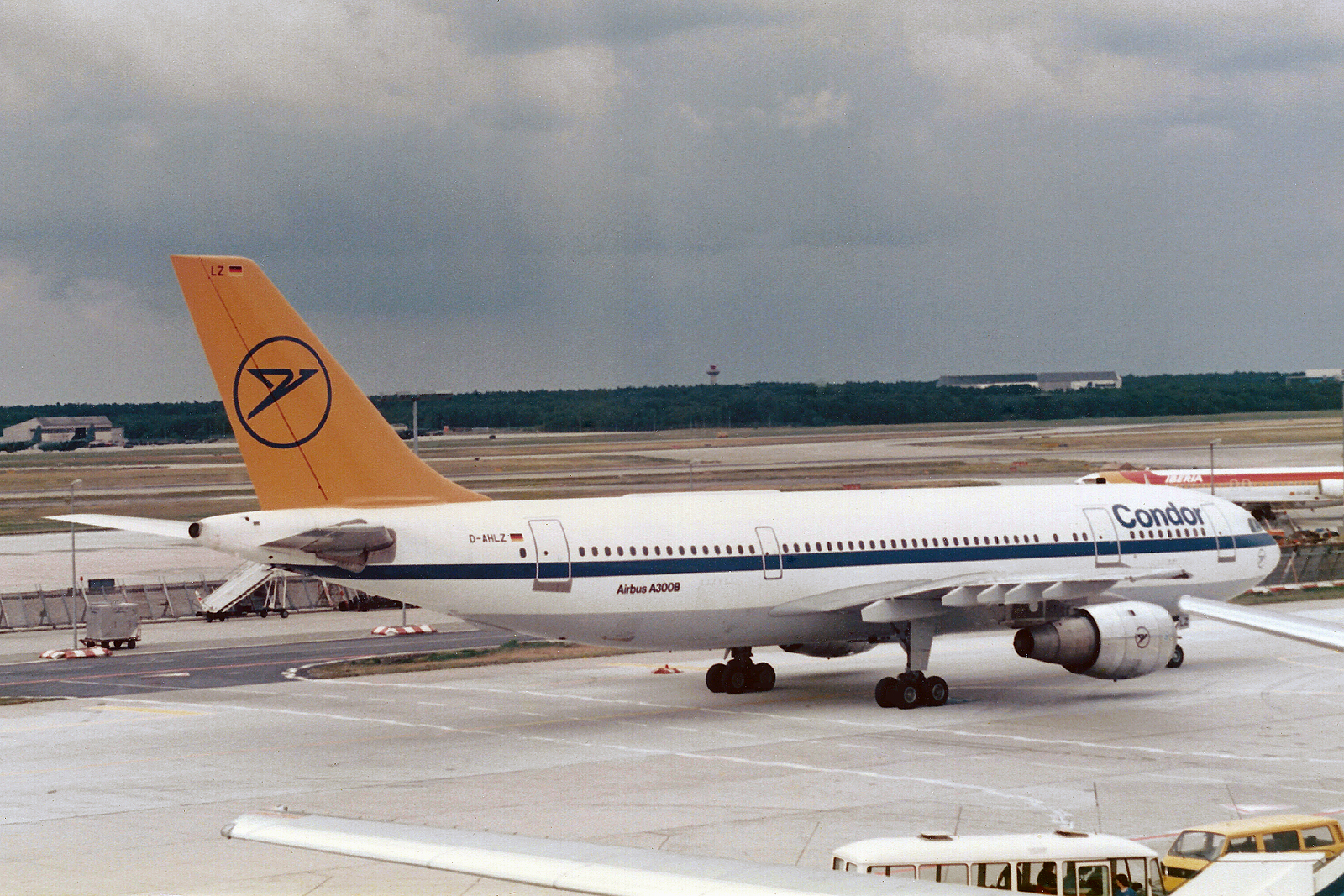
Das betroffene Flugzeug während seiner Betriebszeit bei der Condor

Bei dem betroffenen Flugzeug handelte es sich um einen A300B4-203, der im Airbus-Werk Clément Adler in Toulouse als 25. Maschine des Typs A300 endmontiert wurde. Das Flugzeug absolvierte seinen Erstflug am 23. März 1976, wurde jedoch erst am 2. Mai 1977 an seinen Erstbetreiber Bavaria Germanair ausgeliefert, wo es mit dem Luftfahrzeugkennzeichen D-AMAZ in Betrieb genommen wurde. Noch im selben Monat verleaste die Eigentümerin den Airbus mit demselben Kennzeichen an die Egyptair. Am 19. Januar wurde das Leasing unter dem ägyptischen Kennzeichen SU-AZY fortgesetzt. Im Januar 1979 wurde die Bavaria Germanair durch die Hapag-Lloyd Flug übernommen und in diese integriert. Das Leasingverhältnis mit Egyptair wurde durch die Hapag-Lloyd Flug fortgesetzt, bis die Maschine zum 1. November 1982 mit dem Luftfahrzeugkennzeichen D-AHLZ an die Leasinggeberin zurückgegeben wurde. Diese betrieb die Maschine zunächst selbst weiter und verleaste sie zum 1. Juli 1983 an die Kuwait Airways. Nach dem Ablauf des Leasingvertrages, der sich über die Sommersaison 1983 erstreckte, kehrte die Maschine erneut in die Flotte der Hapag-Lloyd Flug zurück. Ab dem 16. Juni 1984 war die Maschine erneut für die Sommersaison verleast, diesmal an die Capitol Air. Die Wiedereinflottung bei der Hapag-Lloyd Flug erfolgte zum Oktober desselben Jahres. Von Februar 1985 bis zum 15. April 1985 war der Airbus an die Air Jamaica verleast, nach einer kurzfristigen Wiedereinflottung verleaste die Hapag-Lloyd Flug die Maschine für die Sommersaison vom 1. Mai bis November 1985 an die Condor. Anschließend ging der Airbus erneut bei der Hapag-Lloyd Flug in Betrieb, ehe diese das Flugzeug am 21. April 1986 an die Pakistan International Airlines verkaufte, die die Maschine mit dem Luftfahrzeugkennzeichen AP-BCP in Betrieb nahm. Das zweistrahlige Mittelstrecken-Großraumflugzeug war mit zwei Turbofantriebwerken des Typs General Electric CF6-50C2 ausgestattet. Bis zu dem Unfall hatte der Airbus eine Gesamtbetriebsleistung von 39.045 Betriebsstunden absolviert, die auf 19.172 Starts und Landungen entfielen.

## Besatzung
Es befand sich eine 19-köpfige Besatzung an Bord. Die Cockpitbesatzung war vierköpfig und setzte sich aus einem Flugkapitän, einem Ersten Offizier sowie zwei Flugingenieuren zusammen:
- Flugkapitän war der 49-jährige Iftikhar Janjua, der über 13.192 Stunden Flugerfahrung verfügte, von denen er 6.260 Stunden im Cockpit des Airbus A300 absolviert hatte.
- Als Erster Offizier wurde der 38-jährige Hassan Akhtar eingesetzt. Akhtars Flugerfahrung belief sich auf insgesamt 5849 Flugstunden, davon hatte er 1469 im Cockpit des Airbus A300 absolviert.
- Als planmäßiger Flugingenieur wurde ein 40-jähriger Mann eingesetzt, der über 5289 Stunden Flugerfahrung verfügte, von denen er 2516 im Airbus A300 absolviert hatte.
- Als außerplanmäßiger, beobachtender Flugingenieur befand sich der 42-jährige Muhammad Ashraf im Cockpit. Ashraf hatte von seinen 8220 Flugstunden 4503 mit dem Airbus A300 absolviert.

Darüber hinaus befand sich eine 15-köpfige Kabinenbesatzung, bestehend aus Pursern und Flugbegleitern an Bord. Sämtliche Besatzungsmitglieder hatten die pakistanische Staatsangehörigkeit.

## Passagiere
Den Flug von Karatschi nach Kathmandu hatten 155 Passagiere angetreten. Die meisten Passagiere kamen aus Europa und befanden sich auf dem Weg in den Wanderurlaub im Himalaya-Gebirge. Elf Passagiere kamen aus Pakistan, 36 waren Briten, 14 stammten aus den Niederlanden, 30 aus Spanien, 30 aus Nepal, vier aus Bangladesch, drei aus den USA, zwei aus Kanada, einer aus Japan, einer aus Neuseeland und 14 aus verschiedenen europäischen Ländern.

## Flugverlauf

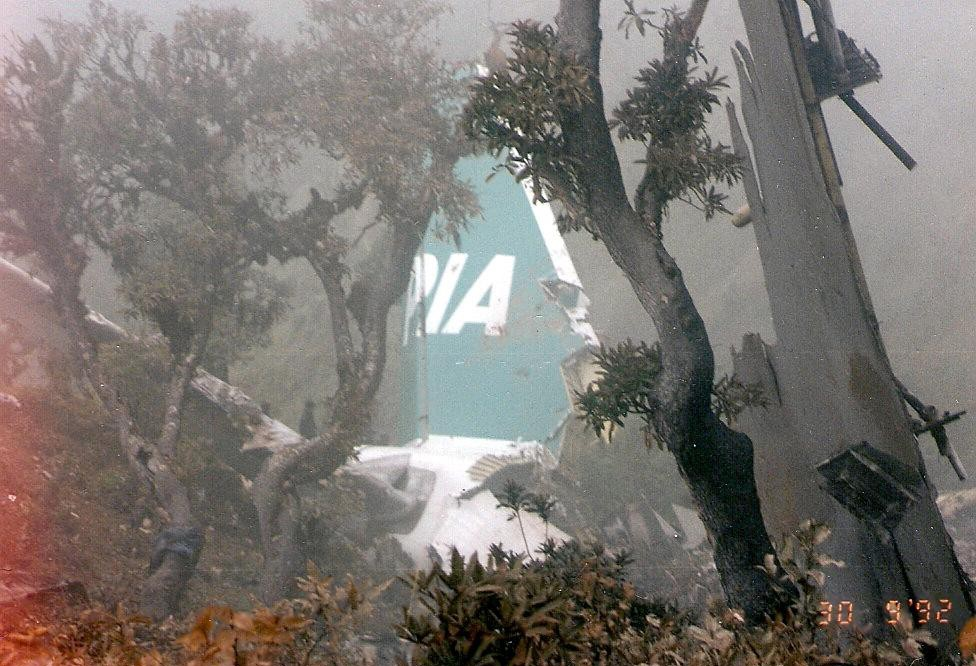
Das Heckleitwerk der verunglückten Maschine

Der internationale Linienflug PK268 sollte von der pakistanischen Hafenmetropole Karatschi zur nepalesischen Hauptstadt Kathmandu führen. Die Maschine startete um 11:13 Uhr Ortszeit. Der Start sowie der Flug auf Reisehöhe verliefen bis zu Beginn des Anflugs auf Kathmandu ohne besondere Vorkommnisse. Nachdem sie die nepalesische Flugsicherung kontaktiert hatten, erteilte diese den Piloten die Freigabe zur Landung auf Landebahn 02 des Flughafens Kathmandu und gab ihnen die Anweisung, den Anflug von Süden her durchzuführen.
Der Anflug auf Kathmandu ist grundsätzlich anspruchsvoll, da sich der Flughafen in einem ovalförmigen Tal befindet, das von bis zu 2946 m hohen Bergen umgeben ist. Die Landebahn befindet sich in 4313 ft (1314,6 m) Höhe über dem Meeresspiegel. Das DME befindet sich in 0,6 NM (1,11 km) Entfernung zur Landebahn. Bei dem sogenannten Sierra-Anflug (nach dem Buchstaben „S“ im ICAO-Alphabet), den die Piloten durchführten, sollte die Maschine zunächst den 41 NM (75,9 km) südlich des Drehfunkfeuers von Kathmandu und in einer Höhe von 15.000 ft (ca. 4572 m) gelegenen Punkt Romeo (nach dem Buchstaben „R“) überfliegen. Anschließend sollte ein aus sieben Sinkphasen bestehender Sinkflug auf 5800 ft durchgeführt werden. In 10 NM (18,5 km) Entfernung zum DME sollte dabei der in einer Höhe von 9500 ft (ca. 2896 m) gelegene Punkt Sierra überflogen werden.
Nachdem die Piloten den Punkt Romeo überflogen hatten, erteilte ihnen die Flugsicherung von Kathmandu die Anweisung, eine Flughöhe von 11.500 ft (ca. 3505  m) zu halten und sich in 16 NM (29,6 km) Entfernung zum DME erneut zu melden. Die folgenden Navigationspunkte befanden sich in 13 NM (24 km) Entfernung zum DME in 10500 ft (3200 m) Höhe, in 10 NM (18,5 km) Entfernung auf 9500 ft (ca. 2896 m) sowie in 8 NM (14,8 km) Entfernung auf 8200 ft (ca. 2499 m).

## Unfallhergang
Wenige Sekunden nachdem sich die Piloten um 14:39 Uhr in einer Entfernung von 10 NM zum DME meldeten, ließen sie die Maschine unter 8200 Fuß sinken, was die vorgesehene Flughöhe für eine Entfernung von 8 NM zum DME war. Kurz darauf zerschellte die Maschine an einer Flanke des 8,250 ft (2,524 m) hohen Berges Bhattedanda. Der Aufprall ereignete sich in 7300 ft (2225 m) Höhe. Die Entfernung zum DME des Flughafens Kathmandu betrug 9,16 NM (ca. 17 km). Die Maschine flog mit mehr als 250 mph (über 400 km/h) in die Bergflanke und explodierte. Alle Passagiere wurden beim Aufprall getötet. Das Heckleitwerk riss beim Aufprall ab und wurde in ein Waldstück am Fuß des Berges geschleudert.
Der Unfall ereignete sich nur 59 Tage nach dem bis dahin schwersten Flugunfall in Nepal auf Thai-Airways-Flug 311, als ein Airbus A310-300 ebenfalls im Landeanflug auf Kathmandu an einem Berg zerschellte, wobei 113 Menschen starben.

## Bergung
Obwohl es in der Zwischenzeit am Unfallort nieselte, qualmte die Maschine selbst zwei Tage nach dem Unfall noch. Bei der Bergung wurden Plastikbeutel an Bambuspflanzen aufgehängt, in denen jeweils sterbliche Überreste von Flugzeuginsassen aufgesammelt wurden. Die Beutel wurden dann von Polizeibeamten einen matschigen Pfad hinuntergetragen. Die Beamten hielten sich zum Schutz vor dem Geruch Handtücher vor die Gesichter.  Die Bergungsteams waren besorgt über die psychologischen Folgen, die der Anblick verkohlter Leichenteile auf Angehörige der Toten haben könnte. Ein britischer Botschafter wurde mit den Worten zitiert, dass er hoffe, dass Angehörige der Unfallopfer nicht den Wunsch äußern, die Körper der Toten gezeigt zu bekommen.
Ein an der Bergung beteiligter Hubschrauberpilot äußerte, dass die Maschine den Berg sicher überflogen hätte, wenn sie nur 100 ft (ca. 30 m) höher geflogen wäre.

## Unfalluntersuchung
Bei der Flugunfalluntersuchung wurden die nepalesischen Unfallermittler durch das Transportation Safety Board of Canada unterstützt. Die Auswertung des Cockpit Voice Recorders förderte keine relevanten Gespräche aus dem Cockpit zutage, die erklären könnten, wie es zu dem Unfall kommen konnte. Die Auswertung des Flugdatenschreibers ergab schließlich, dass die Piloten die jeweiligen Anflugphasen stets einen Navigationspunkt zu früh eingeleitet hatten. In 16 NM Entfernung befand sich die Maschine 1000 ft (ca. 305 m) unter der vorgesehenen Flughöhe, am Punkt Sierra flog sie 1300 ft (ca. 396 m) tiefer als erforderlich. Schließlich flog die Maschine zu tief, um das auf dem Weg nach Kathmandu gelegene Mahabharat-Gebirge zu überfliegen, und stieß in dessen Südflanke. Da die Sinkphasen ansonsten dem Anflugverfahren entsprachen, ergab sich eine Sinkkurve, die nahezu parallel zum Gleitpfad war.
Die Unfallermittler sahen die Hauptursache des Unfalls in einem Pilotenfehler, jedoch wurde auch der Flugsicherung eine Verantwortung zugeschrieben: Obwohl die Piloten dem Fluglotsen in Kathmandu stets ihre aktuelle Höhe mitteilten und für ihn die Abweichung hätte ersichtlich sein müssen, informierte er die Besatzung nicht über ihr fehlerhaft ausgeführtes Anflugverfahren.
Als beitragende Faktoren wurden die Schwierigkeit des Anflugs sowie die schlechte Lesbarkeit der Anflugkarten angegeben.

## Folgen
Infolge des Zwischenfalls stellte Pakistan International Airlines den Linienflugbetrieb nach Kathmandu ein.

## Gedenken
Zu Ehren der Absturzopfer ließ Pakistan Airlines in dem Ort Lele, der am Fuß des Berges liegt, an dem die Maschine zerschellte, eine Gedenkstätte errichten. Der PIA Memorial Park wurde am 25. Mai 1994 eingeweiht. Bei der Einweihung war unter anderem der PIA-Geschäftsführer Farooq Umar anwesend. Die Gedenkstätte ist in einem bewaldeten Tal  gelegen und kann täglich und ganzjährig von 9 bis 17 Uhr besucht werden.

## Mediale Rezeption
Der Unfall wurde unter dem Titel Kathmandu Descent in der Episode 3 der Staffel 20 von Mayday – Alarm im Cockpit verfilmt.